# Bernard Mutukera
Bernard Mutukera (* 6. Oktober 1991) ist ein salomonischer Fußballschiedsrichterassistent.
Seit 2015 steht Mutukera auf der Liste der FIFA-Schiedsrichter und ist an der Spielleitung internationaler Fußballspiele beteiligt.
Mutukera war unter anderem bei der U-17-Weltmeisterschaft 2017 in Indien, bei der U-20-Weltmeisterschaft 2019 in Polen (jeweils als Assistent von Abdelkader Zitouni), bei dem FIFA-Arabien-Pokal 2021 in Katar (als Assistent von Matthew Conger), bei der U-20-Weltmeisterschaft 2023 in Argentinien und bei den Olympischen Sommerspielen 2024 in Paris im Einsatz (jeweils als Assistent von Campbell-Kirk Kawana-Waugh).